# Lee Purcell
Lee Purcell (Lee Jeune Williams, 15 de junio de 1947) es una actriz estadounidense de cine y televisión. Hizo su debut en la televisión de su país a los cinco años. Su primer papel importante ocurrió en la película Adam at 6 A.M. junto con Michael Douglas.

## Filmografía

### Cine
| Año  | Película                                        | Papel                | Director                        |
| ---- | ----------------------------------------------- | -------------------- | ------------------------------- |
| 1970 | Adam at Six A.M.                                | Jerri Jo Hopper      | Robert Scheerer                 |
| 1972 | Dirty Little Billy                              | Berle                | Stan Dragoti                    |
| 1972 | Stand Up and Be Counted                         | Karen Hammond        | Jackie Cooper                   |
| 1972 | Necromancy                                      | Priscilla            | Bert I. Gordon                  |
| 1973 | Kid Blue                                        | Molly Ford           | James Frawley                   |
| 1974 | Mr. Majestyk                                    | Wiley                | Richard Fleischer               |
| 1978 | Big Wednesday                                   | Peggy Gordon         | John Milius                     |
| 1978 | Almost Summer                                   | Christine Alexander  | Martin Davidson                 |
| 1980 | Stir Crazy                                      | Susan                | Sidney Poitier                  |
| 1982 | Airplane II: The Sequel                         |                      | Ken Finkleman                   |
| 1982 | Homework                                        | Sra. Jackson         | James Beshears                  |
| 1983 | Eddie Macon's Run                               | Jilly Buck           | Jeff Kanew                      |
| 1983 | Valley Girl                                     | Beth Brent           | Martha Coolidge                 |
| 1985 | Space Rage                                      | Maggie               | Conrad E. Palmisano             |
| 1996 | Movies, Money, Murder                           | Lilah                | Stephen Eckelberry, Arthur Webb |
| 1998 | Dizzyland                                       |                      | Dennis Hackin                   |
| 2005 | The Unknown aka Clawed: The Legend of Sasquatch | Doris Winslow        | Karl Kozak                      |
| 2015 | Kids vs Monsters                                | Francine Gingerfield |                                 |

### Televisión

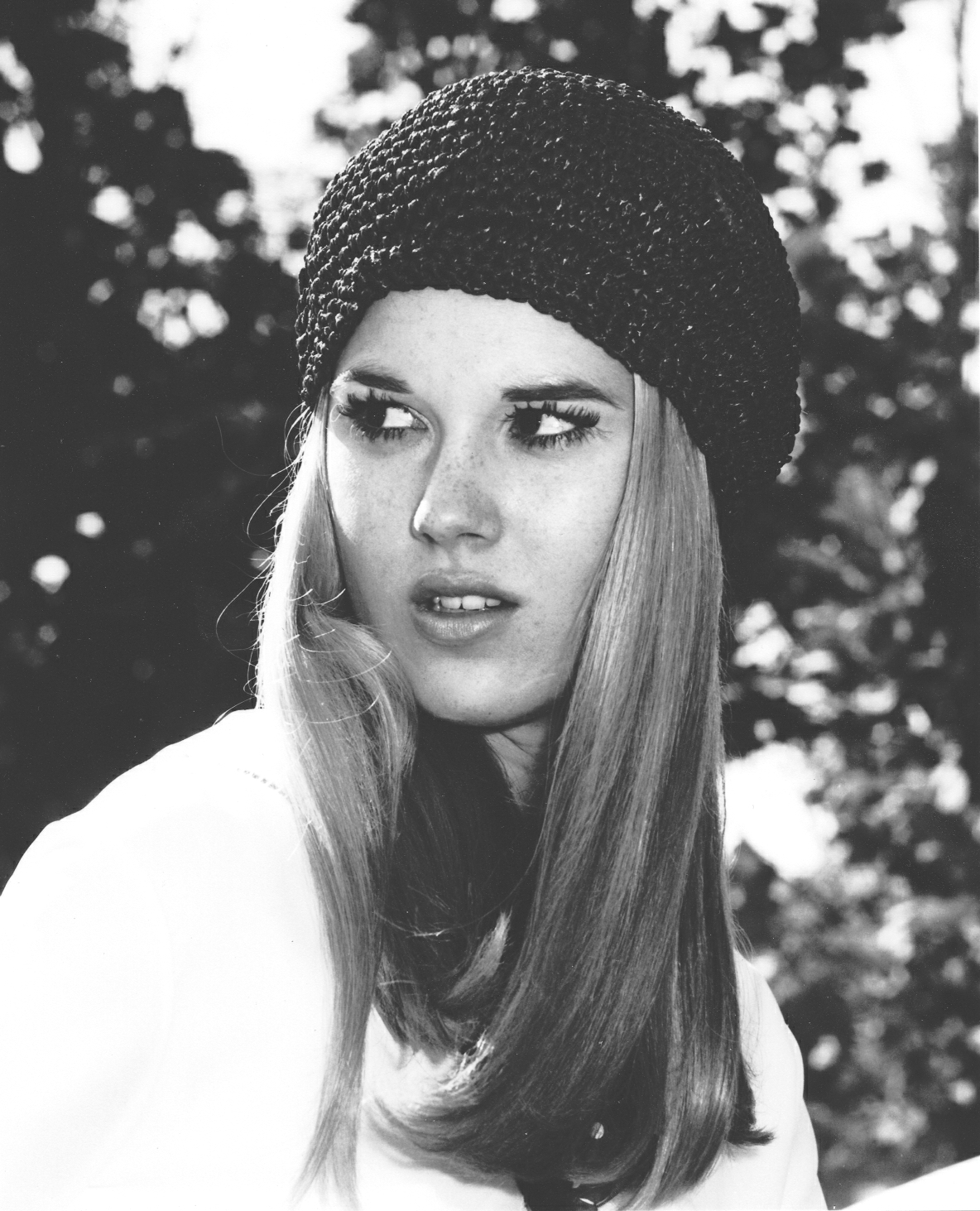
Purcell en 1970.

| Año  | Título                                            | Papel               | Notas     |
| ---- | ------------------------------------------------- | ------------------- | --------- |
| 1970 | Marcus Welby, M.D.                                | Cathy Cullen        |           |
| 1970 | Bonanza                                           | Angie               |           |
| 1970 | The Young Rebels                                  | Maggie Todd         |           |
| 1972 | Medical Center                                    | Liza                |           |
| 1973 | Cannon                                            | Marian Luke         |           |
| 1973 | Hijack                                            | Eileen Noonan       | Telefilme |
| 1974 | Wide World Mystery                                | Donna               |           |
| 1974 | The Rockford Files                                | Susan Parsons       |           |
| 1975 | The Waltons                                       | Bobby Storm         |           |
| 1975 | Insight                                           | Tracy               |           |
| 1975 | Barnaby Jones                                     | Kathy Cooper        |           |
| 1976 | Hawaii Five-O                                     | Molly Taggert       |           |
| 1976 | Jigsaw John                                       | Virginia Sand       |           |
| 1977 | The Amazing Howard Hughes                         | Billie Dove         | Telefilme |
| 1977 | The Streets of San Francisco                      | Carol Revson        |           |
| 1978 | Stranger in Our House                             | Julia Trent         | Telefilme |
| 1979 | Murder in Music City                              | Samantha Hunt       | Telefilme |
| 1979 | A Man Called Sloane                               | Michele Blake       |           |
| 1980 | Kenny Rogers as the Gambler                       | Jennie Reed         | Telefilme |
| 1980 | My Wife Next Door                                 | Lisa Pallick        |           |
| 1980 | The Secret War of Jackie's Girls                  | Casey McCann        | Telefilme |
| 1981 | The Girl, the Gold Watch & Dynamite               | Bonnie Lee Beaumont |           |
| 1981 | Killing at Hell's Gate                            | Jane Pasco          | Telefilme |
| 1982 | The Phoenix                                       | Cindy Houghton      |           |
| 1985 | Magnum, P.I.                                      | Goldie Morris       |           |
| 1985 | Murder, She Wrote                                 | Joanna Benson       |           |
| 1985 | My Wicked, Wicked Ways: The Legend of Errol Flynn | Olivia de Havilland | Telefilme |
| 1985 | Hollywood Beat                                    | Maggie              |           |
| 1986 | Betrayed by Innocence                             | Sharon DeLeon       | Telefilme |
| 1987 | Matlock                                           | Andrea Colter       |           |
| 1987 | MacGyver                                          | Shadow              |           |
| 1988 | To Heal a Nation                                  | Sandie              | Telefilme |
| 1988 | The Incredible Hulk Returns                       | Dra. Margaret Shaw  | Telefilme |
| 1988 | Jake and the Fatman                               | Pamela Parker       |           |
| 1989 | Simon & Simon                                     | Colleen Huntley     |           |
| 1990 | Shades of LA                                      | Alex Taylor         |           |
| 1991 | Long Road Home                                    | Bessie Robertson    | Telefilme |
| 1994 | Secret Sins of the Father                         | Ann Thielman        | Telefilme |
| 1995 | Due South                                         | Louise St. Laurent  |           |
| 1995 | Dazzle                                            | Red                 | Telefilme |
| 1995 | The Magic of Christmas                            | Ella misma          |           |
| 1997 | Beyond Belief: Fact or Fiction                    | Dra. Kim O'Farrell  |           |
| 1998 | Promised Land                                     | Beth Hixon          |           |
| 1998 | Malaika                                           | Molly DeMornay      | Telefilme |
| 2010 | Persons Unknown                                   | Eleanor Sullivan    |           |
| 2016 | JL Ranch                                          | Mable Ritter        | Telefilme |